# Ben Payne
Ben Iden Payne (ur. 5 września 1881, zm. 6 kwietnia 1976) – angielski aktor, reżyser i nauczyciel.
Urodził się w Newcastle upon Tyne, edukację odebrał w Manchesterze. Karierę aktorską rozpoczął w 1899 roku. W 1907 roku przez krótki okres pracował jako dyrektor Abbey Theatre, po czym wrócił do Manchesteru, aby pracować dla Annie Horniman. W 1913 roku przeniósł się do Stanów Zjednoczonych. Nie licząc lat 1935–1942 mieszkał tam przez całe życie, pracując w teatrze, a także ucząc jako wykładowca akademicki.